# Philoscia pannonica
Philoscia pannonica is een pissebed uit de familie Philosciidae. De wetenschappelijke naam van de soort is voor het eerst geldig gepubliceerd in 1909 door Karl Wilhelm Verhoeff.